# Hans Vredeman de Vries
Hans Vredeman de Vries (Ljouwert, Senyoria de Frísia, Disset Províncies, Sacre Imperi Romanogermànic, 1527 - Anvers, Comtat de Flandes, Disset Províncies, Sacre Imperi Romanogermànic, 1604) fou un pintor, gravador, arquitecte i tractadista del Renaixement flamenc.
Gairebé totes les seves obres són de pintura arquitectònica i es distingeixen pels seus efectes de llum i de perspectiva. Influït per Serlio i l'Escola de Fontainebleau va publicar nombrosos gravats. La seva influència, al seu torn, va ser important en el nord d'Europa.